# عبد الله توريه
عبد الله توريه (بالفرنسية: Abdoulaye Touré)‏ (3 مارس 1994 بنانت في فرنسا - ) هو لاعب كرة قدم غيني في مركز الهجوم. شارك مع منتخب فرنسا تحت 16 سنة لكرة القدم ومنتخب فرنسا تحت 17 سنة لكرة القدم ومنتخب فرنسا تحت 18 سنة لكرة القدم. أما مع النوادي، فقد لعب مع نادي نانت وVendée Poiré-sur-Vie Football ‏.

## وصلات خارجية
- عبد الله توريه على موقع اتحاد تركيا (لاعب) (الإنجليزية)
- عبد الله توريه على موقع قاعدة بيانات كرة القدم.إي يو (الإنجليزية)
- عبد الله توريه على موقع Soccerway.com (الإنجليزية)
- عبد الله توريه على موقع عالم كرة القدم.نت (الإنجليزية)
- عبد الله توريه على موقع AS.com (الإسبانية)